# 颤抖吧，阿部！
《颤抖吧，阿部！》（英語：Let's Shake it），2017年中国古装剧。本剧改编自疯丢子的小说《颤抖吧，ET！》，由郑业成、安悦溪领衔主演，于2017年8月7日在优酷视频播出。

## 播出时间

### 首播
| 频道     | 所在地   | 播映日期     | 播出时间 | 备注 |
| -------- | -------- | ------------ | -------- | ---- |
| 优酷视频 | 中国大陆 | 2017年8月7日 |          |      |

## 演员列表

### 主要演员
| 演員   | 角色                        | 介紹 |
| 鄭業成 | 唐青風                      | →督密使 字伯英，鎮遠大將軍的長子（義子），其實是皇上的皇長子，其母為南詔和親郡主安玥貴妃，當年南詔叛亂一案，為躲追殺，在宮外急產，臨死前將初生嬰兒交给唐府撫養。長安城的風流人物，風流倜儻，是萬千女子欽慕的對象。因妹妹青葉遇害身亡，所以想查出真相，但卻捲入一场更大的陰謀中。與二妹青葉（阿部察察－附身後）是一對歡喜冤家。 |
| 安悦溪 | 唐青叶／ （阿部察察－附體） | 唐青叶 唐府二小姐（庶次女），原本溫柔娴熟，但被阿部察察附身後性情大變。本是太子李逸心中正妃之選，於唐府祖宅私定終生。由於是庶出，所以被唐夫人掉包，由姐姐唐青韵代替。 阿部察察→南詔郡主 朵星战士，降落地球后，因故外星身軀遭消滅，只剩一觸角附身融於唐青叶屍身上，拥有無數技能，性格搞怪幽默，總是做些讓人哭笑不得的事情。專長:隨手板磚攻擊。 新南詔郡主：因與唐青風誤會深結，讓唐青風的劍，第二次滅除青葉肉身，讓阿部察察身軀能量，再次消散於天地間。幸得極樂發揮全力，蒐集殘餘能量，於一年還原成形，最終以"南詔郡主"身份，融入凡人國度。 |

### 外星系－朵星與異星
| 演員                   | 角色                    | 介紹 |
| 王燕阳                 | 朵喵喵                  | 朵星的二級战士，誤降临地球后，融入猫妖身軀。處於貓形狀態，常遭阿部察察欺負、萧如意見之憐愛有加。於特殊狀態發生時，可化身為地球人型，被萧如意取名为「二牛」。在阿部察察重生後，與其以“南詔郡主”護衛名義，回到長安城。    |
| 徐沐婵 （徐靖涵 片尾） | 阿部察察（本体）        | 朵星战士，倒買倒賣的走私犯，途中遭朵喵喵抓獲，意欲順帶運往星際監獄監禁。可爱且天真。專長:隨手板磚攻擊。 |
| 毛方圆                 | 朵喵喵（本体）          | 朵星二級战士、朵星星河號艦長（兵籍編號：67907），曾接手秘密任務（押運宇宙海盜至星際監獄交接），途中恰巧抓獲倒買倒賣的走私犯阿部察察。                                                                                   |
| 吳其江                 | 南昭王／ （阿里－附體） | 阿部察察的朵星發小所扮，欲謀奪地球，成為自家獨有資源星。為此暗害恩人南詔王，附其身替代。後誤信阿部察察，致計畫失敗，轉怨恨唐青風，意欲殺害之，被阿部反擊重傷，最終由唐青風一劍了結。                                    |
| 陳龍                   | 朵星總督                | 因地球阿里事件，同意日後派遣艦艇接回朵喵喵等人回家。 |
| 朱子岩                 | 極樂                    | 新南詔王 在地球繁衍的異星（朵星）人後代，因身具異星法力，成為族長一脈，為保族人安危隱世於鄉野。早年曾與凡人段飛相戀，因誤會，斷絕來往。為族人生存大計，信任唐青風計謀，對假南詔王進行反擊。後奉大唐皇詔，升任新南詔王。 |
| 徐海喬                 | 白羽                    | 宇宙之眼中之能量源 在異星村處，唐青風在一次極度傷心（剛促讓阿部察察再一次"灰飛煙滅"後）之時，將唐青風“空氣咚”後，補說了一句：【原來你在這。及 以後，你的身體由我來支配】即附身至唐青風體內。                            |

### 其他演员
| 演員                   | 角色              | 介紹 |
| 赵东泽                 | 李逸              | 敬王／太子 唐青韵的皇配夫君。外表看似风流儒雅，实际上却野心勃勃，一直想坐上人上人的位子。 |
| 陈晨                   | 唐青韵            | 唐府大小姐（嫡長女）→太子妃 但却得不到太子李逸的关爱，处境艰难且隐忍。唐青风的大妹，镇远大将军的嫡女，大家闺秀、知书达理。                                                                     |
| 高海                   | 李复              | 齊王 與蕭家、蕭如意等人共同謀取上位機會，為保住蕭家，只得放棄剛抓到、可扳倒敬王的證據。 |
| 徐好                   | 萧如意            | 金吾衛右將軍 太师之女，萧致和的长姐，性格刁蛮又生活奢侈的她却不失善良本性，唐青风的青梅竹马，喜欢唐青风。与朵喵喵之间存在着若有若无的情愫。與唐青風坦白愛戀之情，但被回絕，自此分道揚鑣。      |
| 吴昊                   | 萧致和            | 萧家二少 太师独子。认唐青风为师父，个性虽然有些八卦，但其实他的内心善良且单纯，即使活泼，也是很讲义气，常常都因为他的自作聪明而弄巧成拙。                                                      |
| 王崗                   | 唐繼忠            | 唐家家主，鎮遠將軍，唐青风（養父）、唐青韵、唐青叶的父親。與郭奉儀奉詔至隴西就職。 |
| 田淼                   | 王夫人            | 唐家長母，鎮遠將軍夫人，唐青韵的母親。 |
| 盧峰                   | 唐府管家／ 齊大娘 | 唐府管家&唐府僕人（一人分飾兩角），為唐家長母王夫人之幕僚心腹。 |
| 黄玥程／ （葉萌 片尾） | 香儿              | 唐青叶／（阿部察察）的贴身丫鬟，对自己的主子忠心耿耿。 |
| 何涌生                 | 皇上              | |
| 陈依莎                 | 皇后              | 母仪天下的当朝皇后，举止大度、雍容华贵的外表下藏著算計與對權勢的野心，當年長安之亂，被逼、出逃的安貴妃之死，即是她一手所為，與唐家長母為姐妹關係，為謀兩代幸福，不惜排除異己，陷害相關利益者。 |
| 周中和                 | 郭奉儀            | 與唐繼忠一起奉詔至隴西就職。 |
| 王翀                   | 宋大人            | 刑部侍郎。欽差大臣，領命至南詔夜良鎮，調查唐將軍戰時濫用職權，無故屠戮鎮民一案。 |
| 湯志偉 （臺灣）        | 段飛              | 前南詔護國大將軍，曾與極樂相戀，因早年因公務失期，讓極樂神傷，自此斷絕來往。為挽回早年感情，枯等三十年，最終因阿部察察南詔事件參與其中，間接與極樂消除早年誤解。                               |

## 网络剧歌曲
| 曲别   | 歌名            | 演唱者         | 作词   | 作曲        |
| 片头曲 | 爱你也不差      | 吴燕菁         | 李揚   | 麥振鴻      |
| 片尾曲 | 专属爱情        | 郑业成、安悦溪 | 馬萍   | 黎偌天      |
| 插曲   | Waiting For You | 汪小敏         | 唐豆   | ZigZag Note |
| 插曲   | 等待爱          | 宁桓宇         | 聽海   | 錢雷        |
| 插曲   | 颤抖            | 毛方圆         | 林喬   | 金大洲      |
| 插曲   | 说你爱我        | 吴燕珊         | 錢麗婧 | 麥振鴻      |